# Takastenus bidentatulus
Takastenus bidentatulus är en stekelart som först beskrevs av Szepligeti 1916.  Takastenus bidentatulus ingår i släktet Takastenus och familjen brokparasitsteklar. Inga underarter finns listade i Catalogue of Life.